# Larisa Turčinskaja
Larisa Turčinskaja (in russo Лариса Турчинская?, trasl. angl.: Larisa Turchinskaya, nata Nikitina in russo Никитина?; Kostroma, 29 aprile 1965) è un'ex multiplista russa, fino al 1991 sovietica.

## Biografia
Il suo record personale nell'eptathlon è di 7 007 punti, ottenuti il 10-11 giugno 1989 a Brjansk. Il risultato rimase record europeo finché Carolina Klüft non lo superò ai Mondiali di Osaka 2007 con 7 032 punti. Tuttora rappresenta il terzo miglior risultato nell'eptathlon femminile.
Turčinskaja vinse una medaglia d'argento ai Goodwill Games del 1990 ma fu successivamente squalificata per essere risultata positiva all'anfetamina.
Attualmente vive a Melbourne, Australia e continua il suo contributo allo sport allenando molti giovani atleti australiani. Ha una figlia, Sarah, nata nel 2005.

## Palmarès
| Anno                                     | Manifestazione | Sede      | Evento     | Risultato | Prestazione | Note                     |
| ---------------------------------------- | -------------- | --------- | ---------- | --------- | ----------- | ------------------------ |
| In rappresentanza dell' Unione Sovietica |                |           |            |           |             |                          |
| 1987                                     | Mondiali       | Roma      | Eptathlon  | Argento   | 6 564 p.    |                          |
| 1989                                     | Universiadi    | Duisburg  | Eptathlon  | Oro       | 6 847 p.    | Record delle Universiadi |
| In rappresentanza della Russia           |                |           |            |           |             |                          |
| 1993                                     | Mondiali       | Stoccarda | Eptathlon  | dnf       | dnf         |                          |
| 1994                                     | Europei indoor | Parigi    | Pentathlon | Oro       | 4 801 p.    |                          |
| 1994                                     | Europei        | Helsinki  | Eptathlon  | 4ª        | 6 311 p.    |                          |

## Altre competizioni internazionali
1994
- Argento all'Hypo-Meeting ( Götzis), eptathlon
- Argento ai Goodwill Games ( San Pietroburgo), eptathlon - 6 492 p.